# 체스와프 미워시
체스와프 미워시(폴란드어: Czesław Miłosz, 1911년 6월 30일 ~ 2004년 8월 14일)는 폴란드 출신의 작가, 시인, 평론가로, 1980년에 노벨 문학상을 수상한 인물이다.
현재의 리투아니아 샨테이니아이에서 출생하여, 빌뉴스 대학교를 졸업하였다. 그의 첫 작품 〈극한 시간〉(1933년)은 절박한 전쟁과 세계적으로 번지는 재앙의 파멸적인 공포를 표현한다. 나치 독일의 폴란드 점령 때 그는 바르샤바로 옮겨 레지스탕스 운동에 참여하고, 같은 시대의 잘 알려진 시들의 비밀적 명시선집 〈독립의 노래: 폴란드의 전쟁 시기 시〉(1942년)를 편집하였다.
그의 시집 〈구출〉(1945년)은 전전의 시들과 점령 시기에 쓴 이야기들이 담겨있다. 같은 해, 그는 폴란드의 외교직에 들어가 1946년 뉴욕의 폴란드 대사관에서 일하였고, 문화적 수행원으로 워싱턴 D.C.에 파견되었다가 파리에 문화부 비서관으로 파견되었다. 1951년 거기서 정치범 임시 수용소를 짓자고 요청하였다. 9년 후에 미국으로 이민을 가서, 버클리에 있는 캘리포니아 대학교에서 1980년까지 슬라브족의 언어와 문학을 강의하였다. 1970년에 미국에 귀화하였다.
미워시의 시들은 철학적, 정치적 논쟁들과 함께 작품들의 스타일과 선취로서 특징을 가지고 있다. 그의 특징을 반영하는 대표적인 작품으로는 1918년부터 1950년대까지의 폴란드의 역사와 함께한 시들의 방어를 합친 〈시적인 조약들〉(1957년)이다. 그의 작품 가운데에는 영어로 번역된 시집 시리즈가 있는데, 〈미워시 시전집 1931-1987〉(1988년)과 〈활동범위〉(1991년)가 있다. 그의 산문집으로는 그의 저서 〈본고장 현실〉(1959년)과 〈비밀적 의무〉(1972년), 소설 〈이사 골짜기〉(1955년), 〈폴란드 문학의 역사〉(1969년)과 일기장 〈사냥꾼의 한해〉(1990년) 등을 포함한다.
그는 시인임에도 불구하고, 공산주의에 많은 폴란드 지적인들의 숙박을 비난한 그의 평론작 〈사로잡힌 마음〉(1953년)으로 가장 잘 알려졌다. 이 주제는 그의 소설 〈힘의 몰수〉(1955년)에 나오기도 하였다.
동구권의 공산 정권이 무너진 지 5년 만에 폴란드로 귀국하였고, 2004년 8월 14일 크라쿠프의 자택에서 93세의 나이로 사망하였다.